# Timaukel
Timaukel es una comuna de la zona austral de Chile, en la provincia de Tierra del Fuego, a su vez parte integrante de la Región de Magallanes y la Antártica Chilena. Tiene una extensión de 12 850 km² y una población de 405 habitantes. Su capital es Villa Cameron.

## Etimología
El nombre «Timaukel» proviene de la voz indígena Temáukel, que quiere decir el «Supremo Hacedor» en la lengua selk'nam, y se refiere a la principal deidad de dicha cultura.[cita requerida]

## Historia
El territorio de Timaukel fue poblado, desde tiempos precolombinos, por el pueblo selk'nam, que utilizaban sus praderas como sitio de caza de guanacos. Sin embargo, la llegada de colonos europeos y chilenos desde la segunda mitad del siglo XIX y el desarrollo de la actividad ganadera, fue mermando drásticamente la población originaria. A comienzos del siglo XX, durante el genocidio selknam, los dueños de las grandes haciendas ganaderas propiedad de la Sociedad Explotadora de Tierra del Fuego, mandaban a realizar matanzas colectivas de selknams, hasta provocar su completa extinción.
La comuna, antiguamente llamada Bahía Inútil, fue creada el 30 de diciembre de 1927. 
El 17 de diciembre de 1949 se produjo el terremoto de Tierra del Fuego, el más potente terremoto registrado en el sur de la Argentina y uno de los más importantes en el extremo austral chileno. Fue sentido con una intensidad de grado VIII en la escala de Mercalli, y afectó los asentamientos de la isla y varias localidades más al norte, como la capital de la provincia argentina de Santa Cruz, Río Gallegos.[cita requerida]
La reformulación comunal del 26 de octubre de 1979 modificó los límites comunales y creó la comuna de Timaukel y en 1988 se trasladó la capital comunal desde Timaukel a Villa Cameron, localidad fundada en honor al administrador de la estancia Caleta Josefina, propiedad de la Sociedad Explotadora de Tierra del Fuego, el neozelandés Alexander A. Cameron.

## Medio ambiente

### Geomorfología y componentes abióticos
La comuna de Timaukel se encuentra emplazada en las unidades geomorfológicas de Pampa magallánica y Cordillera patagónica de ventisqueros del Pacífico; y presenta según la clasificación climática de Köppen clima de tundra (ET) y clima mediterráneo frío de lluvia invernal (Csc). Esta además se halla en la cuenca hidrográfica de Tierra del Fuego. Además, la comuna posee diversos cuerpos de agua, entre los que se destacan el lago Blanco, lago Chico, lago Deseado y lago Ofhidro, lago Lynch y laguna Ekers; y río Azopardo, río Bueno E., río Calavera, río Caleta, río Donoso, río Estero Wilson, río Grande, río Grande o Condor, río Green, río Lapataía o Roca, río McClelland, río Moritz, río Paralelo, río Rasmunssen y río Riveros.

### Componentes bióticos
Dentro del territorio de la comuna se pueden hallar los siguientes ecosistemas:
- Bosque caducifolio templado-antiboreal andino donde predominan Nothofagus pumilo y Maytenus disticha (Preocupación menor)
- Bosque mixto templado-antiboreal andino donde predominan Nothofagus betuloides y Nothofagus pumilio (Preocupación menor)
- Bosque siempreverde templado-antiboreal costero donde predominan Nothofagus betuloides y Drimys winteri (Preocupación menor)
- Herbazal antiboreal andino donde predominan Nassauvia pygmaea y Nassauvia lagascae (Preocupación menor)
- Matorral arborescente caducifolio templado-antiboreal andino donde predominan Nothofagus antarctica y Chiliotrichum diffusum (Preocupación menor)
- Matorral bajo templado antiboreal andino donde predominan Bolax gummifera y Azorella selago (Preocupación menor)
- Zonas geográficas hinóspitas sin vegetación (Sin información)
- Turbera antiboreal costera donde predominan Bolax bovei y Phyllachne uliginosa (Preocupación menor)
- Turbera templada-antiboreal interior donde predominan Sphagnum magellanicum y Schoenus antarcticus (Preocupación menor)

### Medidas de protección ambiental y conflictos socioambientales
Hasta 2022, la comuna de Timaukel cuenta con las siguientes zonas que poseen algún nivel de protección ambiental:
- Área Marina Costera Protegida Seno Almirantazgo (Área Marina Costera Protegida)[11]
- BAHÍA AINSWORTH (Sitios ERB)[12]
- Cabo de Hornos (Reserva Biósfera)[13]
- Cabo de Hornos (Sitios ERB)[14]
- Estancia Yendegaia (Sitios Ley 19.300)[15]
- Islote Albatros (Bien Nacional Protegido)[16]
- Karukinka (Iniciativa de Conservación Privada)[17]
- lago Blanco-Kami/Reservas Biológicas de Río Cóndor (Sitios Ley 19.300)[18]
- Lote 7 Rio Paralelo (Bien Nacional Protegido)[19]
- Parque Nacional Alberto D'Agostini (Parque Nacional)[20]
- Parque Nacional Yendegaia (Parque Nacional)[21]

## Demografía

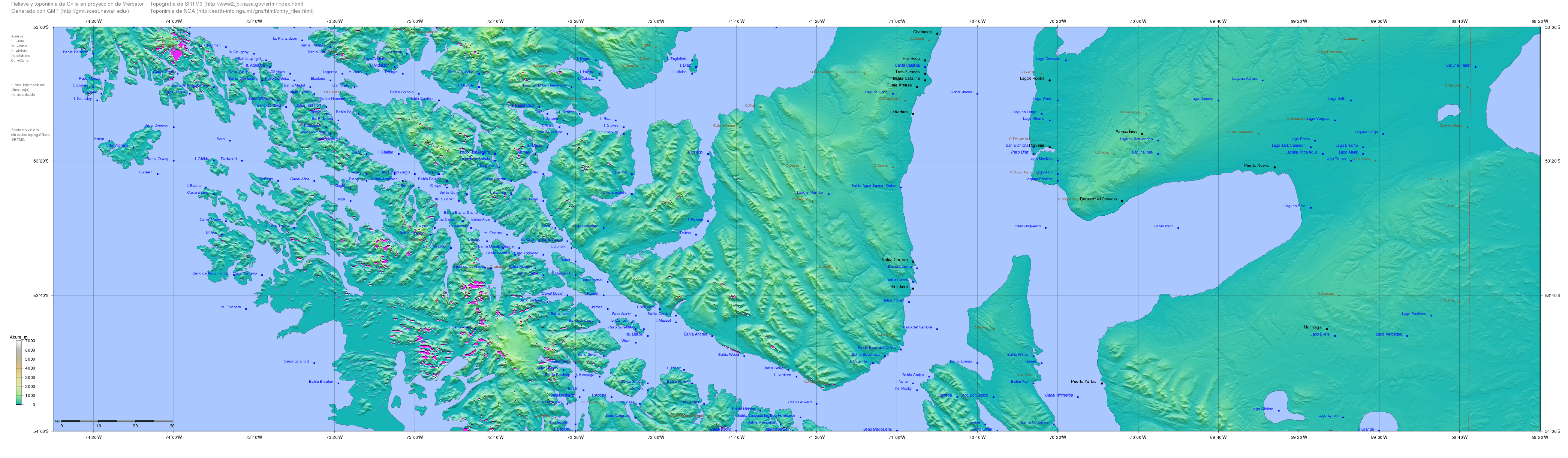
Ver Mapa de Chile.

Con una superficie de aproximadamente 12.850 km² y una población de 423 habitantes (47 mujeres y 376 hombres), la comuna de Timaukel acoge a un 0,28% de la población total de la región, un 100% corresponde a población rural (datos censales 2002).

### Localidades
La comuna de Timaukel se divide en los siguientes distritos del censo:
- Cameron
- Timaukel
- Río Grande
- Russfin
- Puerto Yartou
- Puerto Arturo
- Estancia Vicuña
- Pampa Guanaco

La comuna comprende el sector sur de la provincia, abarcando la costa sur de la extensa bahía Inútil, el canal Whiteside, que la separa de la isla Dawson y el seno Almirantazgo. De norte a sur se extiende desde las llanuras de las pampas por la Sierra Carmen Silva; la llanura del río Grande, paisaje que alterna la pampa magallánica con los primeros bosques, donde habita una importante población de guanacos; la zona lacustre, donde destacan el Lago Lynch, Lago Escondido, Lago Blanco y Lago Fagnano (Kami), zona donde se inician los bosques magallánicos a los pies de la cordillera fueguina donde viven aves y guanacos y en los diques del río, castores, traídos de Canadá al lado argentino del lago Fagnano, propagándose a prácticamente todo el archipiélago de Tierra del Fuego; terminando en la zona montañosa de la cordillera de Darwin, plena de vegetación, al sur del Seno Almirantazgo y del lago Fagnano, con numerosos fiordos, canales y glaciares, destacando las cumbres del monte Darwin y el monte Sarmiento y los glaciares Marinelli y Brookes.
Es una comuna netamente rural, casi despoblada, la mayor parte de la población vive en estancias y se dedica a la ganadería ovina, existiendo también algunos aserraderos. En los últimos años el turismo ha cobrado importancia, gracias a sus bellos paisajes casi inexplorados, con extraordinarios sitios de pesca deportiva.
Desde Cameron, hacia el sur existe un camino por la costa que conduce a los antiguos aserraderos de Puerto Yartou, fundado en 1908 por el hijo de inmigrantes suizos Alberto Baeriswyl Pittet. Río Cóndor, famoso por su pesca deportiva y Puerto Arturo, ex factoría maderera propiedad del parque natural Karukinka. Otro camino conduce al lago Blanco, que se interna por la pampa y pasa por distintas "Secciones" y "Puestos" ovejeros de la antigua estancia. Cerca de la Sección Russfin se encuentra la draga aurífera (MN) que fue traída de Inglaterra en 1904 y funcionó hasta 1910, que fue declarado Monumento Nacional el año 1976. Siguiendo hacia el sur están las instalaciones de la Sección Río Grande -antiguas estancias que formaron la actual Estancia Cameron- y las estancias Onamonte, Vicuña, Río Chico, Las Flores, etc.

## Administración

### Municipalidad
La Municipalidad de Timaukel para el periodo 2021-2024 es dirigida por el alcalde Luis Barría Andrade (Independiente - Candidatura Independiente) y el concejo municipal conformado por los concejales:
- Víctor Andrés Ojeda Díaz (IND - Chile Vamos Renovación Nacional - IND)
- Alfonso Simunovic Ojeda (IND - Chile Vamos UDI - IND)
- Diego Callahan Barrientos (IND - Chile Vamos UDI - IND)
- Jorge Cuevas Cárdenas (IND - Chile Vamos UDI - IND)
- Mauricio Hernández Cárcamo (IND - Chile Vamos UDI - IND)
- Verónica Paterlini Gutiérrez (IND - Chile Vamos UDI - IND)

### Representación parlamentaria
Timaukel forma parte de la Circunscripción Senatorial XV y del Distrito Electoral 28. Es representada en la Cámara de Diputados del Congreso Nacional por los siguientes diputados:
- Christian Matheson Villán (IND - EVO)
- Javiera Ignacia Morales Alvarado (IND - Convergencia Social)
- Carlos Bianchi Chelech (Independiente)

En el Senado, la representan:
- Alejandro Juan Kusanovic Glusevic (IND - RN)
- Karim Antonio Bianchi Retamales (Independiente)

## Economía
En 2018, la cantidad de empresas registradas en la comuna fue de 10. El Índice de Complejidad Económica (ECI) en el mismo año fue de -1,18, mientras que las actividades económicas con mayor índice de Ventaja Comparativa Revelada (RCA) fueron Caza Ordinaria y con Trampas y Actividades de Servicios Conexas (30597,95), Cría de Ganado Ovino y/o Explotación Lanera (646,83) y Otros Cultivos (6,28).

## Medios de comunicación

### Radioemisoras
- 92.9 MHz - Timaukel FM